# Dobrnje
Dobrnje (izvirno srbsko Добрње) je naselje v Srbiji, ki upravno spada pod Občino Petrovac na Mlavi; slednja pa je del Braničevskega upravnega okraja.

## Demografija
V naselju živi 515 polnoletnih prebivalcev, pri čemer je njihova povprečna starost 42,9 let (41,0 pri moških in 44,8 pri ženskah). Naselje ima 185 gospodinjstev, pri čemer je povprečno število članov na gospodinjstvo 3,48.
Po podatkih popisa iz leta 2002 večino prebivalstva predstavljajo Srbi.
|  |

| Demografija | Demografija     | Demografija     |
| Leto        | Št. prebivalcev | Št. prebivalcev |
| ----------- | --------------- | --------------- |
|             |                 |                 |
|             |                 |                 |
|             |                 |                 |
|             |                 |                 |
| 1948        | 1172            |                 |
| 1953        | 1189            |                 |
| 1961        | 1170            |                 |
| 1971        | 1079            |                 |
| 1981        | 1030            |                 |
| 1991        | 953             | 731             |
| 2002        | 900             | 643             |
|             |                 |                 |

| Etnična sestava po popisu iz leta 2002 | Etnična sestava po popisu iz leta 2002 | Etnična sestava po popisu iz leta 2002 | Etnična sestava po popisu iz leta 2002 | Etnična sestava po popisu iz leta 2002 |
| -------------------------------------- | -------------------------------------- | -------------------------------------- | -------------------------------------- | -------------------------------------- |
| Srbi                                   | Srbi                                   |                                        | 633                                    | 98,44%                                 |
| Romuni                                 | Romuni                                 |                                        | 6                                      | 0,93%                                  |
| Makedonci                              | Makedonci                              |                                        | 2                                      | 0,31%                                  |
| Hrvati                                 | Hrvati                                 |                                        | 1                                      | 0,15%                                  |
| Nemci                                  | Nemci                                  |                                        | 1                                      | 0,15%                                  |
| Neznano                                | Neznano                                |                                        | 0                                      | 0,0%                                   |